# STS-94
STS-94 var en flygning i det amerikanska rymdfärjeprogrammet med rymdfärjan Columbia. Den sköts upp från Pad 39A vid Kennedy Space Center i Florida den 1 juli 1997. Efter drygt femton dagar i omloppsbana runt jorden återinträdde rymdfärjan i jordens atmosfär och landade vid Kennedy Space Center.
Flygningen var en ersättning för STS-83 som fick avbrytas efter endast tre dagar, tidigare samma år.
STS-94 är den enda rymdflygning där samtliga astronauter har flugit tillsammans tidigare.

## Besättning
- James D. Halsell
- Susan L. Still
- Janice E. Voss
- Donald A. Thomas
- Michael L. Gernhardt
- Roger Crouch
- Greg Linteris